# Naravere oja
Naravere oja är ett vattendrag i Estland. Det ligger i den västra delen av landet, 80 km söder om huvudstaden Tallinn.